# Cañaveral de León

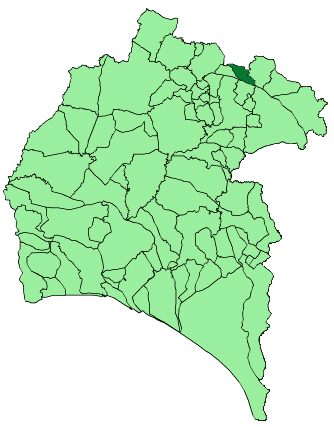
Bản đồ Cañaveral de León, Huelva

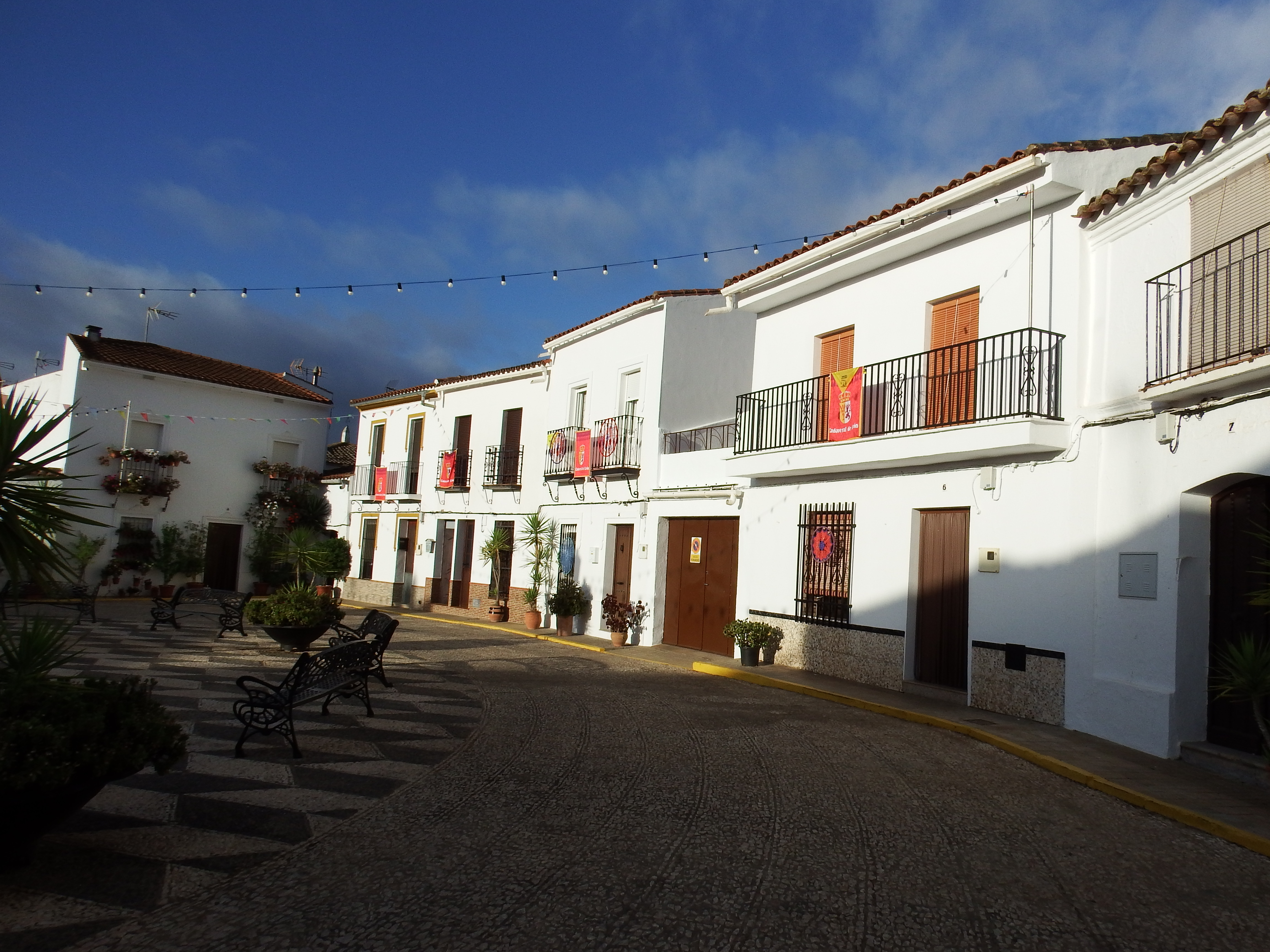

Cañaveral de León là một thị trấn và đô thị ở tỉnh Huelva, Tây Ban Nha. Theo điều tra dân số năm2005, đô thị này có dân số 419 người và có diện tích 35 km², mật độ dân số 12 người/km². Đô thị này nằm ở độ cao 533 m trên mực nước biển. Đô thị này cách tỉnh lỵ Huelva 134 km.

## Dân số
| 1999 | 2000 | 2001 | 2002 | 2003 | 2004 | 2005 |
| ---- | ---- | ---- | ---- | ---- | ---- | ---- |
| 515  | 501  | 489  | 474  | 464  | 434  | 419  |

Nguồn: INE (Tây Ban Nha)